# غیبندها-۱
غیبندها-۱ (به لاتین: Gaibandha-1) یک منطقهٔ مسکونی در بنگلادش است که در ناحیه گایبنده واقع شده‌است.